# کارمن رویز
کارمن رویز هرناندز (زاده ۲۸ ژوئیه ۱۹۷۴) یک هنرپیشه اسپانیایی است که عمدتاً برای کارهای تلویزیونیش شناخته می‌شود، اگرچه او تئاتر و فیلم نیز بازی کرده‌است. او در زندگی حرفه‌ای خود برای اجراهایش در زنان و من بی هستم شناخته شد.
کارمن رویز هرناندز در ۲۸ ژوئیه ۱۹۷۴ در مادرید، دختری از یک آرایشگر و یک نقاش به دنیا آمد. پس از هفت سال کار برای تلفونیکا کار را رها کرد و آموزش خود را به عنوان بازیگر به پایان رساند.

## فیلم‌شناسی

### تلویزیون
| سال      | عنوان               | نقش               | یادداشت            | منابع  |
| -------- | ------------------- | ----------------- | ------------------ | ------ |
| ۰۸- ۲۰۰۶ | یو سویا بی          | چوسا              | نقش اصلی           | [ ۲ ]  |
| ۲۰۰۶     | موجرس               | جولیا             | نقش اصلی           | [ ۶ ]  |
| ۲۰۱۱     | مردم خوب            | اولیویا           | نقش اصلی           | [ ۷ ]  |
| ۱۴–۲۰۱۲  | با الاغم در هوا     | الی               | نقش اصلی           | [ ۵ ]  |
| ۱۶–۲۰۱۵  | Gym Tony            | پترا پالومرو      | نقش اصلی           | [ ۸ ]  |
| ۲۰۱۹     | ماتادرو             | ماریا خوزه        | نقش اصلی           | [ ۹ ]  |
| ۲۰۲۰     | مادران، عشق و زندگی | لویزا             | نقش اصلی           | [ ۱۰ ] |
| ۲۰۲۱     | دئوداس              | لوسیا             | نقش اصلی           | [ ۳ ]  |
| ۲۰۲۱     | عشق جاودانه است     | پنه لوپه والدیویا | در فصل ۱۰ معرفی شد | [ ۱ ]  |

### فیلم
| سال  | عنوان                                 | نقش      | یادداشت‌ | منابع  |
| ---- | ------------------------------------- | -------- | ------- | ------ |
| ۲۰۰۸ | مورتادلو و فیلمون مأموریت: نجات سیاره | توریبیا  |         | [ ۵ ]  |
| ۲۰۱۰ | که میرم از دست بدهم                   | سوفیا    |         | [ ۱۱ ] |
| ۲۰۱۱ | En fuera de juego (به خارج)           | مونیکا   |         | [ ۱۲ ] |
| ۲۰۱۲ | آخر (آخر)                             | سارا     |         | [ ۱۳ ] |
| ۲۰۱۳ | زندگی غیرمنتظره                       | ساندرا   |         | [ ۱۴ ] |
| ۲۰۱۵ | "مِ گران نِچِ"                           | امپارو   |         | [ ۱۵ ] |
| ۲۰۱۶ | ضربة خوش شانس (ویلاویچوسا دی ال لادو) | میلادروس |         | [ ۱۶ ] |
| ۲۰۱۷ | "اس پور تو بیین"                      | آلیسا    |         | [ ۱۷ ] |
| ۲۰۱۸ | فوتبالیست‌ها                           | ژوانا    |         | [ ۱۸ ] |
| ۲۰۲۱ | باشگاه بیکاری                         | دیانا    |         | [ ۱۹ ] |